# Жегар
Жегар (словен. Žegar) — поселення в общині Шентюр, Савинський регіон, Словенія. 
Висота над рівнем моря: 505,1 м.